# 貝氏細歧鬚鱨
貝氏細歧鬚鱨，為輻鰭魚綱鯰形目倒立鯰科的其中一種，分布於非洲剛果河及奧克維河流域，體長可達10公分，棲息在底層水域。